# سعيد بن صقر بن سلطان القاسمي
الشيخ سعيد بن صقر بن سلطان القاسمي (ولد في 25 يناير 1962) هو ابن الشيخ صقر بن سلطان القاسمي حاكم الشارقة من عام 1951-1965 وأحد أفراد الأسرة الحاكمة في إمارة الشارقة، يشغل الشيخ سعيد منصب نائب رئيس الديوان الأميري في خورفكان ومنصب رئيس مجلس الإدارة / رئيس نادي اتحاد كلباء الرياضي.